# Галиндо, Бенхамин
Бенхамин Галиндо Марентес (исп. Benjamín Galindo Marentes; родился 11 декабря 1960 года в Тьерра-Бланка, Мексика) — мексиканский футболист и футбольный тренер. Выступал на позиции полузащитника. Известен по выступлениям за «Сантос Лагуна», «Гвадалахару» и сборную Мексики. Участник чемпионата мира 1994 года.

## Клубная карьера
Галиндо начал карьеру в клубе «Тампико Мадейро», за который он выступал на протяжении семи сезонов. В 1986 году он перешёл в «Гвадалахару», в составе которой в том же году выиграл мексиканскую Примеру. За клуб Бенхамин провёл более 300 матчей и забил более 90 голов, став одним из его рекордсменов. После чемпионата мира Галиндо перешёл в «Сантос Лагуна». С новой командой он во второй раз выиграл чемпионат Мексики. За три сезона в составе «Сантоса» Галиндо провёл более 100 матчей. В 1997 году Бенхамин перешёл в «Крус Асуль». С новым клубом он в третий раз завоевал чемпионство и стал обладателем Кубка чемпионов КОНКАКАФ.
Сезон Инверно 1999 Галиндо провёл в «Пачуке» в очередной раз выиграв Лигу MX и таким образом став четырёхкратным чемпионом Мексики в составе четырёх разных клубов. В 2000 году Бенхамин вернулся в «Гвадалахару», где и завершил свою карьеру по окончании сезона.

## Международная карьера
В 1983 году Галиндо дебютировал за сборную Мексики. В 1991 году он в составе национальной команды принял участие в Золотом кубке КОНКАКАФ. На турнире Бензамин сыграл в матчах против сборных Канады, США, Коста-Рики и Ямайки. В поединках против ямайцев, канадцев и костариканцев он забил 4 мяча, став лучшим бомбардиром соревнования. По итогам турнира Галиндо стал бронзовым призёром. В 1993 году Бенхамин стал серебряным призёром Кубка Америки в составе национальной команды.
В 1994 году Галиндо попал в заявку национальной команды на участие в Чемпионате мира в США. На турнире он сыграл в поединках против сборных Болгарии и Норвегии.
В 1995 году Бенхамин принял участие в Кубке Америки, а также помог сборной завоевать бронзовые медали на Кубке Короля Фахда.

## Достижения
Командные
 «Гвадалахара»
- Чемпионат Мексики по футболу — 1986/1987

 «Сантос Лагуна»
- Чемпионат Мексики по футболу — 1996

 «Крус Асуль»
- Чемпионат Мексики по футболу — 1997
- Обладатель Кубка чемпионов КОНКАКАФ — 1997

 «Пачука»
- Чемпионат Мексики по футболу — 1999

Международные
 Мексика
- Кубок Америки по футболу — 1993
- Золотой кубок КОНКАКАФ — 1991
- Кубок конфедераций — 1995